# Казато Лоти (Пистоја)
Казато Лоти је насеље у Италији у округу Пистоја, региону Тоскана.
Према процени из 2011. у насељу је живело 77 становника. Насеље се налази на надморској висини од 24 м.